# لاثنائية
في الروحانية، اللاثنائية تعني نفي الاثنين، أو إثبات الواحد الذي لا ينقسم ولا ثاني له. تشير اللاثنائية إشارة أولية إلى حالة ناضجة من الوعي، يترفع صاحبها عن ثنائية «أنا والآخر»، ويكون فيها الوعي بلا مركز ولا انقسامات. ومع أن ظاهر هذه الحالة من الوعي أنها تكون عفوية، فإنها عادةً تتبع تحضيرًا طويلًا من خلال ممارسات التقشف أو التأمل، التي قد تحتوي على وصايا أخلاقية. ومع أن مصطلح اللاثنائية مشتق من مذهب أدفايتا فيدانتا، فإن الوعي اللاثنائي موصوف في الهندوسية (توريا، ساهاجا)، والبوذية (الخلاء، بارينيسبانا، طبيعة العقل، ريغبا)، والإسلام (وحدة الوجود، الفناء، الحقيقة)، والمسيحية الغربية والتقاليد الأفلاطونية المحدثة (الوحدة الصوفية).
تطورت الأفكار الآسيوية عن اللاثنائية من الفلسفات الفيدية والأبانيشادية التابعة للفيدية، ومن التقاليد البوذية كذلك. أقدم ما يدل على اللاثنائية في الفكر الهندي موجود في الأبانيشادات المبكرة مثل بريهاداراناياكا أبانيشاد، وفي أبانيشادات أخرى سابقة للبوذية مثل تشاندوغيا أبانيشاد، الذي يركز على وحدة الروح المفردة المسماة أتمان والكائن الأعلى المسمى براهمان. شاع في الهندوسية ارتباط اللاقنائية بتقليد أدفايتا فيدانتا الذي أسسه آدي شانكارا.
في التقليد البوذي ترتبط اللاثنائية بتعاليم الخلاء (سونياتا) وعقيدة الحقيقتين، ولا سيما تعليم مادياماكا القاضي بوحدة الحقيقة المطلقة والنسبية، وفكرة يوغاشارا «لا شيء إلا العقل (أو الفكر)» (سيتا ماترا) أو «لا شيء إلا التمثيل» (فيجنابتيماترا). هذه التعاليم مجموعةً إلى عقيدة طبيعة بوذا كانت مفاهيم مؤثرة في تطور بوذية الماهايانا اللاحق، لا في الهند وحدها، بل وفي بوذية شرق آسيا والتبت، لا سيما بوذية التشان (أو الزن) والفاجرايانا.
الأفلاطونية المحدثة الغربية عنصر أساسي في التصوف المسيحي والروحانية المسيحية، وفي الباطنية الغربية والروحانية الحديثة، لا سيما التوحيدية والفلسفة المتعالية والكونية والفلسفة الخالدة.

## التأثيل
عند التعبير عن اللاثنائية، تستعمل الهندوسية المصطلح السنسكريتي أدفايتا، أما البوذية فتستعمل أدفايا (بالتبتية: غنيس ميد، بالصينية: بو إره، باليابانية: فو ني).
«أدفايتا» (अद्वैत)  مشتقة من الجذور السنسكريتية: «أ» الذي يدل على النفي، و«دفايتا» الذي يدل على الثنائية، لذا يترجم عادة إلى اللاثنائية. كلا المصطلحين «اللاثنائية»، وأصله «أدفايتا»، يدل على معاني متعددة. أصل الكلمة الإنكليزية "nondualism" هو اللاتينية duo التي تعني «اثنين»، مسبوقة بالسابقة "non-" التي تدل على النفي.
أدفايا (अद्वय) كلمة سنسكريتية أخرى تعني «التطابق والفرادة، ونفي الثنائية»، وتشير عادة إلى عقيدة الحقيقتين في بوذية الماهايانا، لا سيما مادياماكا.

من أوائل استعمالات كلمة أدفايتا ما نجده في الآية 4.3.32 من بريهاداراناياكا أبانيشاد (800 قبل الميلاد تقريبًا) وفي الآية 7 والآية 12 من ماندوكيا أبانيشاد (اختلف تأريخها بين 500 قبل الميلاد و200 بعد الميلاد). يظهر المصطلح في بريهادارانايكا أبانيشاد في المقطع الذي فيه نقاش عن وحدة أتمان (الروح المفردة) وبراهمان (الوعي الكوني)، كما يلي:
المحيط هُو الناظر إليه، لا ثنائية (أدفايتا) بينهما، هذا هو عالم براهما أيها الملك. كذلك علمه ياجنافالكيا. ذلك هو الهدف الأعلى، والنجاح الأرقى، والعالم الأشرف، والنعيم الأكمل. كل مخلوق آخر يعيش بمقدار صغير من هذا النعيم.

— بريهاداراناياكا أبانيشاد 4.3.32
جاء مصطلح "nondual" الإنكليزي من الترجمات المبكرة للأبانيشادات من اللغات الغربية الأخرى عام 1775. دخلت هذه المصطلحات إلى الإنكليزية من الترجمات الإنكليزية الحرفية لكلمة «أدفايتا» التي تَلَتْ أول موجة من الترجمات الإنكليزية للأبانيشادات. بدأت الترجمات بعمل مولر (1823–1900) في كتابه الضخم كتب الشرق المقدسة (1879).
ترجم ماكس مولر كلمة «أدفايتا» إلى «أحادية (Monism)»، كما يترجمها علماء معاصرون كثيرون. ولكن بعض العلماء يقول إن «أدفايتا» ليست هي الأحادية.

## تعريفات
اللاثنائية مصطلح غامض، يمكن أن يوجد له عدة تعريفات.

في رأي إسبن ونيكولوف، اللاثنائية هي الفكرة الموجودة في بعض المدارس الهندوسية والبوذية والطاوية التي تقضي، بشكل عام:
«بأن كثرة الكون يمكن ردُّها إلى حقيقة واحدة أساسية».
ولكن لوجود أفكار مشابهة ومصطلحات مشابهة في روحانيات وأديان كثيرة أخرى، قديمًا وحديثًا، لم يكن أي تعريف للكلمة الإنكليزية كافيًا لجمعها كلها، وربما كان الأفضل الحديث عن «لاثنائيات» عديدة، أو نظريات في اللاثنائية.
يرى ديفيد لوي الذي يرى أن اللاثنائية بين الذاتي (أو الفاعل) والخارجي (أو المفعول) موضوعًا مشتركًا بين الطاوية وبوذية الماهايانا والأدفايتا فيدانتا، يفرق بين «خمسة أنواع للاثنائية»:
1. نفي التفكير الثنائي في الأزواج والمتناقضات. رمز الين يانغ الطاوي يرمز إلى التعالي عن هذه الطريقة الثنائية في التفكير.
2. الأحادية، أي انعدام الكثرة في العالم. مع أن العالم الظاهري يبدو أن فيه كثرة من «الأشياء»، فإنها كلها في الحقيقة من «قماشة واحدة».
3. أدفايتا، أي عدم التفريق بين الذاتي والخارجي، أو اللاثنائية بينهما.
4. أدفايا، أي تطابق الظاهر والمطلق، أي «لاثنائية الثنائية واللاثنائية»، فإذا كان الأمر هكذا، فهو يعني لاثنائية الحقيقة المطلقة والنسبية الموجودة في بوذية المادياماكا وعقيدة الحقيقتين.
5. الروحانية، وهي الوحدة الروحانية بين الله والإنسان.

يقابل فكرة اللاثنائية عادةً فكرة الثنائية، التي ترى أن الكون والطبيعة مؤلفان من حقيقتين، الله والعالم، أو الله والشيطان، أو العقل والمادة، وهكذا.
توجد أفكار اللاثنائية أيضًا في الأديان والفلسفات الغربية، وقد اكتسبت شهرة وانجذابًا إليها في الروحانية الغربية الحديثة وتفكير العصر الجديد.
تظهر نظريات مختلفة ومفاهيم مختلفة يمكن ربطها باللاثنائية في تقاليد دينية كثيرة. منها:
- الهندوسية:
  - في الأبانيشادات، التي تعلم عقيدة فُسّرت بطريقة لاثنائية، هي تات تفام آسي بشكل أساسي.
  - الأدفايتا فيدانتا الشانكارية[13][14] التي تعلم أن وعيًا نقيًّا واحدًا هو الحقيقة الوحيدة، وأن الكون غير حقيقي (مايا).
  - الأشكال اللاثنائية في التانترا الهندوسية،[15] ومنها شيفية كاشميرا[16][15] والشكتية المتمحورة حول الإلهة. نظرتهم شبيها بالأدفايتا، ولكنهم لا يعلّمون أن الكون غير حقيقي، بل هو عندهم التجلي الحقيقي للوعي.
  - أشكال من الحداثة الهندوسية التي تعلم الأدفايتا، وقديسون هنديون حديثون مثل رامانا ماهارشي وسوامي فيفيكاناندا.
- البوذية:
  - «شونيافادا (النظرة الخالية) أو مدرسة المادياماكا»،[17][18] التي تعتقد بأن بين الحقيقة التقليدية والحقيقة المطلقة لاثنائية (أي ليس بينهما فرق حقيقي)، وكذلك بين السامسارا والنيرفانا.
  - «فيجنانافادا (نظرة الوعي) أو مدرسة يوغاكارا»،[19] التي تعتقد أنه لا فرق مطلقًا أو مفهوميًّا بين الذاتي (أو الفاعل) وخارجياته (أو مفعولاته) أو المدرك وما يدركه. وتحتج ضد ثنائية العقل والجسد، وتقضي بأنه ما من شيء سوى وعي واحد.
  - فكر التاثاغاتاغاربا الذي يعتقد أصحابه بأن كل الموجودات يمكن أن تصبح بوذا.
  - بوذية الفاجرايانا،[20] ومنها التقاليد البوذية التبتية والدزوغن[21] والماهامودرا.[22]
  - التقاليد البوذية في شرق آسيا مثل الزن[23] والهوايان، لا سيما في مفاهيمهما عن التداخل.
- السيخية،[24] التي تعتقد بثنائية بين الله والبشر، ولكن باي فير سنغ فسرها تفسيرًا لاثنائيًّا.
- الطاوية[25] التي تعتقد بفكرة قوة واحدة كونية لطيفة أو قوة كونية خلّاقة تسمى الطاو (ترجمتها الحرفية: «السبيل»).
- سوبود[12]
- التقاليد الإبراهيمية:
  - الروحانيون المسيحيون الذين يقولون بالتجربة اللاثنائية، مثل ميستر إكهرت وجوليان النورويشي. التركيز في اللاثنائية المسيحية هو على تقريب العابد من الله وإدراك وحدته مع الإلهي.
  - الصوفية[25]
  - القبالة اليهودية
- التقاليد الغربية:
- الأفلاطونية الحديثة التي تقول بمصدر واحد لكل الحقيقة، الواحد.
- فلاسفة غربيون مثل هيغل وسبينوزا وشوبنهاور. دافع هؤلاء الفلاسفة عن أشكال مختلفة من الأحادية الفلسفية أو المثالية.
- الفلسفة المتعالية، التي تأثرت بالمثالية الألمانية والأديان الهندية.
- الثيوصوفية
- العصر الجديد